# NGC 3094
NGC 3094 é uma galáxia espiral barrada (SBa) localizada na direcção da constelação de Leo. Possui uma declinação de +15° 46' 12" e uma ascensão recta de 10 horas, 01 minutos e 25,9 segundos.